# Pierre Diriken
Pierre Diriken (Tongeren, 16 februari 1882 - aldaar, 29 januari 1960) was een Belgisch volksvertegenwoordiger, senator en burgemeester voor de Belgische Werkliedenpartij en de BSP.

## Levensloop
In Tongeren geboren als zoon van een leidekker, verliet Diriken op zijn elfde de school en werd hij drukkersgezel in de drukkerij van Nicolaas Theelen, de uitgever van het Algemeen Belang. Op zijn negentiende vervulde hij zijn legerdienst. In de jaren daarna volgde hij Franse lessen in de avondschool, na zijn werkuren. Rond 1905 trok hij naar Luik om daar aan de slag te gaan als letterzetter, omdat hij daar dubbel zoveel kon verdienen als in Tongeren. In Luik werd hij aangetrokken tot de ideeën van het socialisme, waardoor hij besloot om terug te keren naar Tongeren om er de uitbouw van de socialistische beweging in de stad en bij uitbreiding de provincie Limburg te organiseren. 
In Tongeren werkte Diriken voor de Tongerse Werkersbond. Hij richtte een vakbond op voor lederwerkers en een vakbond voor hout en bouw. In november 1909 stichtte hij de eerste socialistische coöperatie van Tongeren, het Tongers Huis, en werd in juni 1910 secretaris van de beheerraad. Hij werd ook medewerker aan het dagblad Vooruit en was rond 1910 betrokken bij de oprichting van heel wat socialistische initiatieven in Tongeren zoals de Propagandaclub, de Socialistische Jonge Wacht, het Midden-Comiteit, de plaatselijke partijafdeling, een socialistische bibliotheek, het Comiteit voor het Algemeen Stemrecht en de Studiekring, waarbij hij vaak als secretaris fungeerde. Vanaf januari 1911 was hij ook secretaris van het mijnwerkerssyndicaat in Tongeren en vanaf 1912 was hij verantwoordelijk voor het secretariaat van de Metaalbewerkersbond. In 1912 was hij tevens medestichter van de socialistische mutualiteit van Tongeren, waarvan hij zich tot 1942 over het secretariaat ontfermde. Vanaf januari 1920 was hij eveneens voorzitter van de Federatie van Socialistische Mutualiteiten van Limburg. 
Tijdens de Eerste Wereldoorlog zetelde hij als enige socialist in de Limburgse provinciale afdeling van het Nationaal Hulp- en Voedingskomiteit en na de oorlog werd hij in januari 1920 door de Algemene Raad van de Belgische Werkliedenpartij aangesteld tot bestendig propagandist-secretaris voor het arrondissement Tongeren-Maaseik. In september dat jaar werd hij eveneens secretaris van de gewestelijke vakbondsfederatie van Limburg. Nog in 1920 stichtte hij de Limburgse socialistische krant De Volkswil, waarvan hij de uitgever was. 
Bij de gemeenteraadsverkiezingen van 1921 werd hij verkozen tot gemeenteraadslid van Tongeren, samen met twee andere socialisten, en bleef dit ambt bekleden tot aan zijn overlijden in 1960. Hij belandde in de oppositie, maar bij de volgende verkiezingen in 1926 stelde hij een kartel met de liberalen voor, waarmee hij een absolute meerderheid behaalde. Hij werd schepen en bleef dit tot in 1938. Door interne verdeeldheid belandden de socialisten toen in de oppositie. Na de oorlog was hij van 1953 tot 1958 de eerste socialistische burgemeester van Tongeren.
Diriken vervulde ook gedurende 35 jaar een parlementaire loopbaan: van april 1925 tot februari 1946 zetelde hij als gecoöpteerd senator in de Senaat, daarna was hij van februari 1946 tot juli 1949 lid van de Kamer van volksvertegenwoordigers voor het arrondissement Tongeren-Maaseik, nadien was hij tot juni 1950 opnieuw gecoöpteerd senator en ten slotte was hij van juni 1950 tot aan zijn overlijden in januari 1960 nogmaals volksvertegenwoordiger voor Tongeren-Maaseik.
Tijdens de Tweede Wereldoorlog bleef Diriken in België en verdedigde hij de belangen van de socialistische vakbond. Hij weigerde mee te werken met de door de Duitsers ingestelde eenheidsvakbond Unie van Hand- en Geestesarbeiders en besloot om zich aan te sluiten bij het verzet. Hij sloot zich aan bij het Onafhankelijkheidsfront en zamelde geld in voor slachtoffers van het nazisme. In november 1942 werd hij vanwege zijn verzetsactiviteiten door de Duitsers gearresteerd en opgesloten in de gevangenis van Antwerpen. Vervolgens belandde hij voor negentien maanden in het Fort van Breendonk en voor twee maanden in de gevangenis van Sint-Gillis. In augustus 1944 werd Diriken dan weggevoerd naar het concentratiekamp van Buchenwald, waar hij tot het einde van de oorlog zou blijven. In april 1945 werd hij bevrijd.  
Diriken overleed in januari 1960 op 77-jarige leeftijd, nadat hij vlakbij zijn woning bij het oversteken van de weg dodelijk werd aangereden door een auto.